# Перетиск пласта
Перетиск пласта (рос. пережим пласта, англ. gaw, squeeze, pinch, twitch, contraction; нім. Flözverdrückung f, Schichtverdrückung f) – місцеве зменшення потужності пласта. П.п. зумовлений або відкладенням осадів на нерівній поверхні, або інтенсивним тиском при тектонічному русі. Останнє характерне для флексур та перевернених складок.